# Ferdinand van Bourbon-Sicilië (1869-1960)

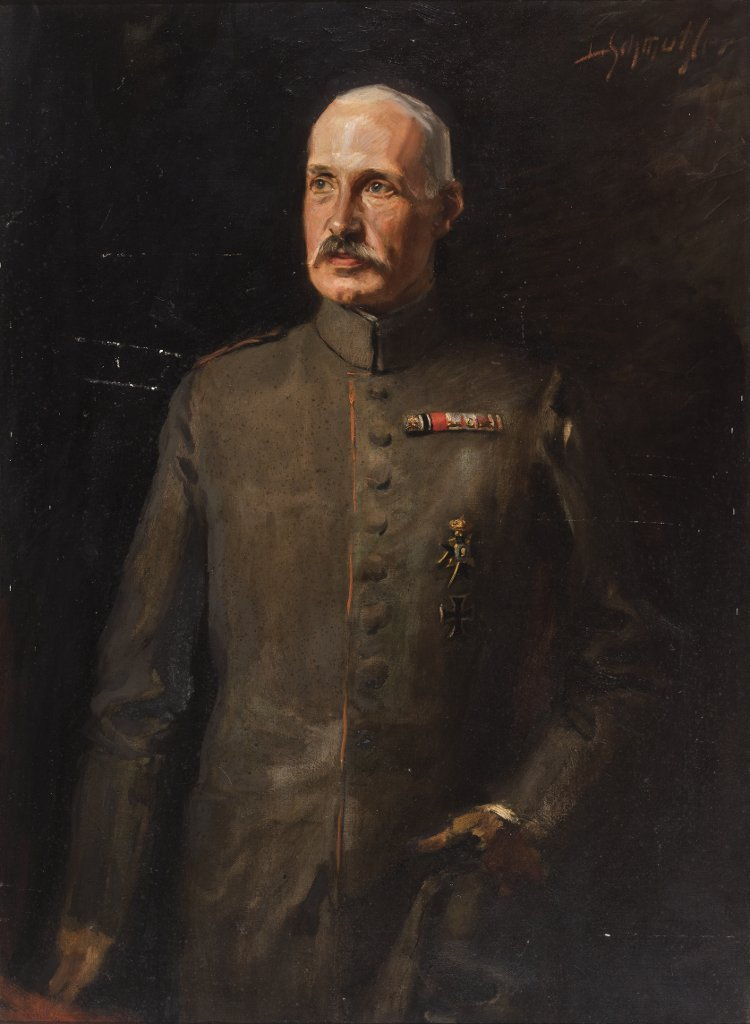
Ferdinand van Bourbon-Sicilië

Ferdinand Pius Maria van Bourbon-Sicilië (Rome, 25 juli 1869 - Lindau, 7 januari 1960) was een prins uit het huis der Beide Siciliën.
Hij was de oudste zoon van Alfons van Bourbon-Sicilië en Maria Antonia en een kleinzoon van koning Ferdinand II der Beide Siciliën.
Hij werd na de dood van zijn vader het hoofd van zijn huis en officiële pretendent op de troon van het koninkrijk der Beide Siciliën. Hij kreeg daarmee ook de titel van hertog van Calabrië die traditioneel door de troonopvolger werd gedragen.
Hij trad op 31 mei 1897 in het huwelijk met Maria Ludovika van Beieren, de tweede dochter van de Beierse koning Lodewijk III en diens vrouw Maria Theresia Henriëtte van Oostenrijk-Este.
Het paar kreeg de volgende kinderen:
- Marie Antoinette (16 april 1898-10 januari 1952)
- Marie Christine (4 mei 1899-1985), huwde met Manuel Sotomayor-Luna, vice-president van Ecuador
- Roger (7 september 1901-1 december 1914), hertog van Noto
- Barbara (14 december 1902-1 januari 1927), huwde graaf Frans Xavier van Stolberg-Wernigerode
- Lucie (9 juli 1908-3 november 2001), huwde prins Eugenio van Savoye
- Urraca (14 juli 1913-3 mei 1999)

Na zijn overlijden ontstond een betwisting omtrent wie het hoofd van de familie Bourbon-Sicilië was. De twee personen die dit claimden waren zijn neef Alfons Maria van Bourbon (zoon van zijn broer Karel Maria) en zijn broer Reinier van Bourbon-Sicilië. De betwisting bestaat vandaag de dag nog steeds tussen de nakomelingen van Alfons Maria (Spaanse tak) en Reinier (Italiaanse tak).